# اطلس (قمر)
اطلس (به انگلیسی: Atlas) یکی از قمرهای داخلی زحل است. این قمر به نام اطلس نامگذاری شده‌است.